# Weilbach (Oberösterreich)
Weilbach  ist eine Gemeinde in Österreich im Bundesland Oberösterreich im Bezirk Ried im Innkreis  im Innviertel mit 601 Einwohnern (Stand 1. Jänner 2024). Die Gemeinde liegt im Gerichtsbezirk Ried im Innkreis.

## Geografie
Der Ort Weilbach  liegt auf 386 Meter Höhe im Innviertel, die bewaldeten Hügel im Osten sind 500 Meter hoch. Entwässert wird das Gemeindegebiet durch den Ellrechinger Bach und den Lautersbach, die nach Nordwesten fließen und gemeinsam in den nahen Inn münden. Die Ausdehnung beträgt von Nord nach Süd 4,5 km, von West nach Ost 5,4 km. Die Gesamtfläche beträgt dreizehn Quadratkilometer. Mehr als drei Viertel der Fläche werden landwirtschaftlich genutzt, sechzehn Prozent sind bewaldet.

### Gemeindegliederung
Das Gemeindegebiet umfasst folgende Ortschaften (in Klammern Einwohnerzahl Stand 1. Jänner 2024):
- Detzlhof (28)
- Ellreching (85)
- Hinterweintal (18)
- Kirchberg (20)
- Kleinmurham (27) samt Brandstatt
- Klingersberg (19)
- Kölbl (48) samt Pfennigsham
- Lindl (14)
- Neudorf (27)
- Oberweintal (17)
- Tal (20)
- Voitshofen (95)
- Weilbach (183)

### Nachbargemeinden
|             | Mörschwang                                  |             |
| St. Georgen | Kompassrose, die auf Nachbargemeinden zeigt | Senftenbach |
|             | Gurten                                      |             |

## Geschichte
Seit Gründung des Herzogtums Bayern war der Ort bis 1779 bayrisch und kam nach dem Frieden von Teschen mit dem Innviertel (damals 'Innbaiern') zu Österreich. Während der Napoleonischen Kriege wieder kurz bayrisch, gehört er seit 1814 endgültig zu Oberösterreich.
Nach dem Anschluss Österreichs an das Deutsche Reich am 13. März 1938 gehörte der Ort zum Gau Oberdonau. Nach 1945 erfolgte die Wiederherstellung Oberösterreichs.

### Einwohnerentwicklung
1991 hatte die Gemeinde laut Volkszählung 603 Einwohner, 2001 dann 597 Einwohner. Der Rückgang erfolgte trotz positiver Geburtenbilanz (+12), da die Wanderungsbilanz stärker negativ war (−18). Von 2001 bis 2011 nahm die Geburtenrate deutlich zu, sie konnte die Abwanderung ausgleichen, sodass die Bevölkerungszahl auf 622 Personen anstieg.

## Kultur und Sehenswürdigkeiten

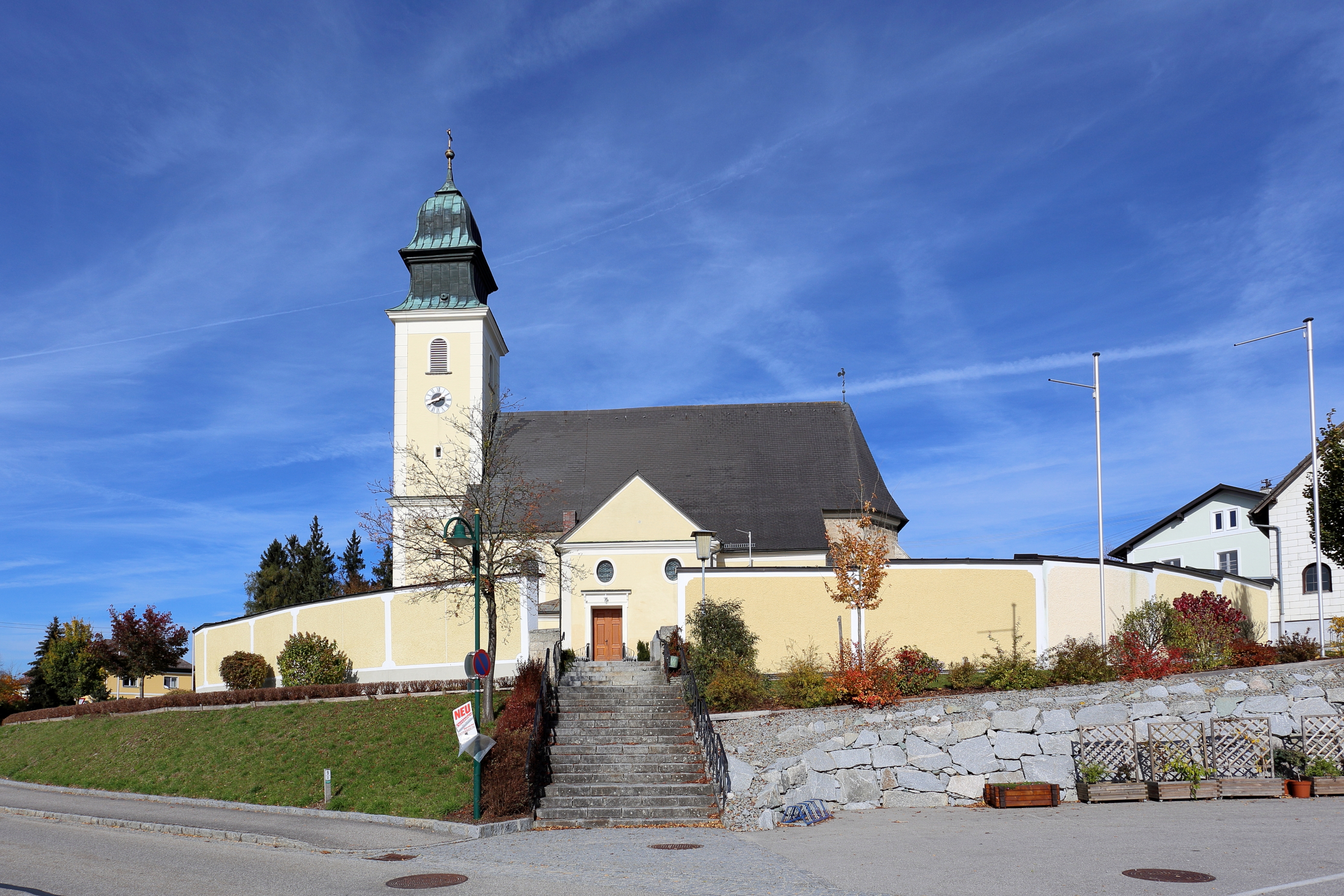
Pfarrkirche Weilbach

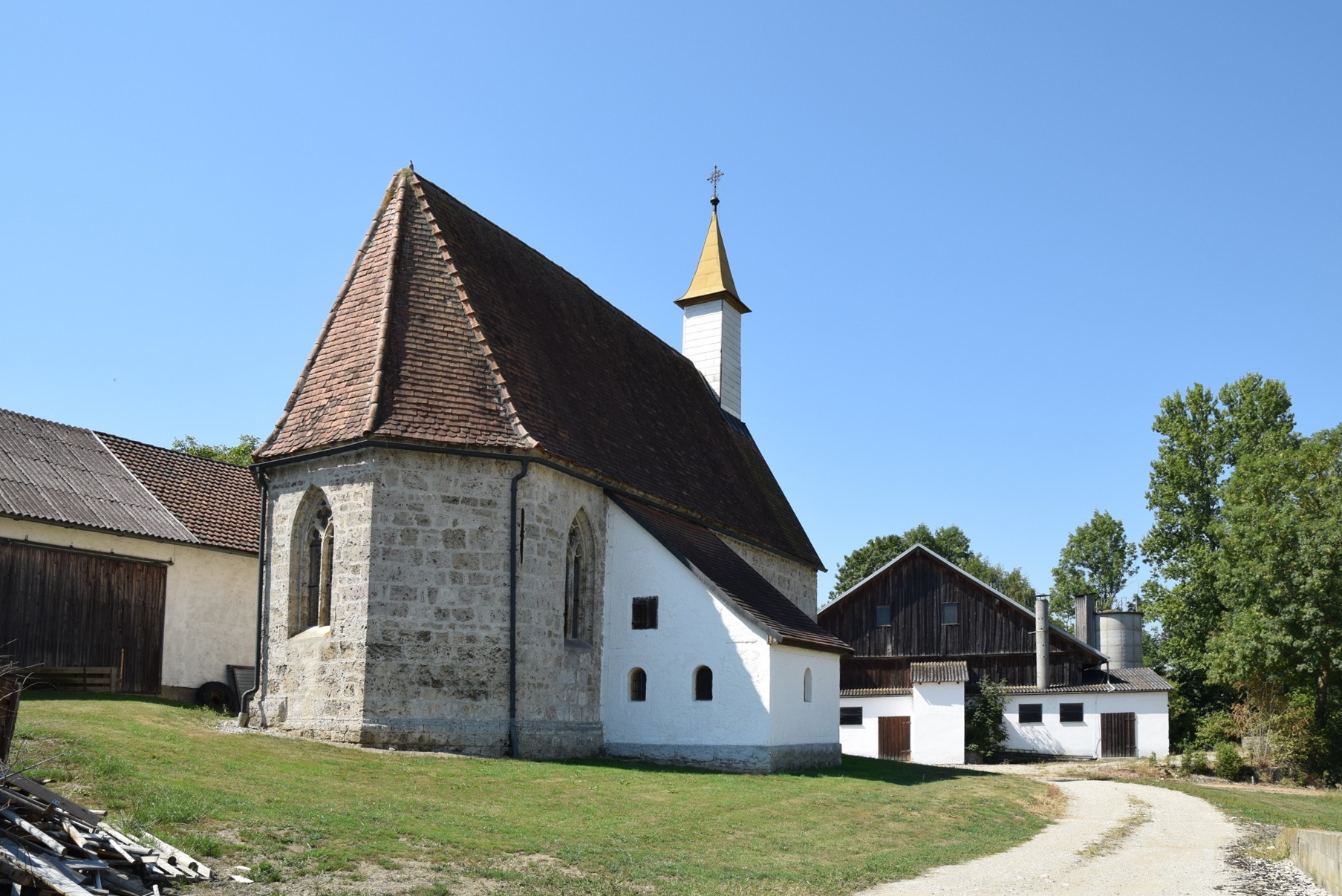
Filialkirche Kleinmurham

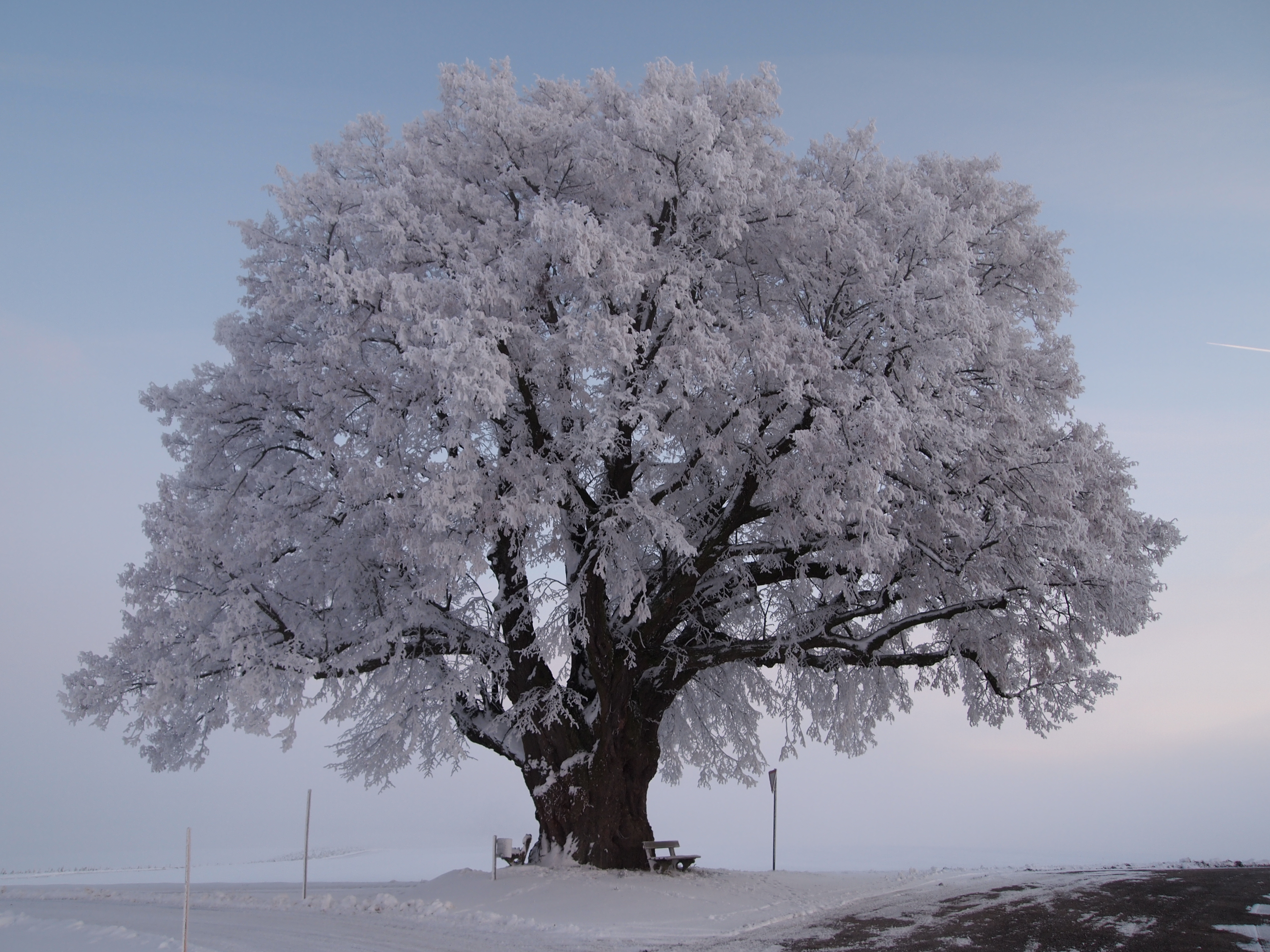
Naturdenkmal ND410: Linde

- Katholische Pfarrkirche Weilbach Mariä Himmelfahrt: Die Kirche ist von einer Friedhofsmauer umgeben, deren gotische Keilsteinabdeckung noch teilweise vorhanden ist. Das zweijochige, spätbarocke Langhaus wurde 1775 errichtet. Ostseitig ist ein leicht eingezogener, zweijochiger, gotischer Chor mit einem 5/8-Schluss angebaut. Der barocke Westturm mit einer hohen Haube wurde um 1780 errichtet. Der Hochaltar in spätbarocker-klassizistischer Tradition wurde laut Inschrift 1845 errichtet. Die Seitenaltäre sind neuerem Datums.[4]
- Katholische Filialkirche Kleinmurham hl. Valentin
- Naturdenkmal ND410: Kaiserlinde

## Wirtschaft und Infrastruktur

### Wirtschaftssektoren
Weilbach ist eine Landwirtschaftsgemeinde. Von den 41 landwirtschaftlichen Betrieben des Jahres 2010 wurden 17 im Haupt-, 23 im Nebenerwerb und einer von einer Personengemeinschaft geführt. Die Haupterwerbsbauern bewirtschafteten mehr als siebzig Prozent der Flächen. Im schwach ausgeprägten Produktionssektor waren 14 der 15 Erwerbstätigen in den zwei Firmen des Bereiches Warenherstellung beschäftigt. Die größten Arbeitgeber des Dienstleistungssektors waren die Bereiche Handel (29), soziale und öffentliche Dienste (23) und freiberufliche Tätigkeiten (16 Erwerbstätige).
| Wirtschaftssektor            | Anzahl Betriebe | Anzahl Betriebe | Erwerbstätige | Erwerbstätige |
| Wirtschaftssektor            | 2011            | 2001            | 2011          | 2001          |
| ---------------------------- | --------------- | --------------- | ------------- | ------------- |
| Land- und Forstwirtschaft 1) | 41              | 57              | 40            | 46            |
| Produktion                   | 3               | 7               | 15            | 43            |
| Dienstleistung               | 22              | 19              | 80            | 59            |

1) Betriebe mit Fläche in den Jahren 2010 und 1999
| Im Jahr 2011 lebten 311 Erwerbstätige in Weilbach. Davon arbeiteten 66 in der Gemeinde, fast achtzig Prozent pendelten aus. Der Gemeinderat hat 13 Mitglieder. - Mit den Gemeinderats- und Bürgermeisterwahlen in Oberösterreich 2003 hatte der Gemeinderat folgende Verteilung: 9 ÖVP, 3 SPÖ und 1 FPÖ. - Mit den Gemeinderats- und Bürgermeisterwahlen in Oberösterreich 2009 hatte der Gemeinderat folgende Verteilung: 9 ÖVP, 3 FPÖ und 1 SPÖ. - Mit den Gemeinderats- und Bürgermeisterwahlen in Oberösterreich 2015 hatte der Gemeinderat folgende Verteilung: 7 ÖVP, 5 FPÖ und 1 SPÖ. - Mit den Gemeinderats- und Bürgermeisterwahlen in Oberösterreich 2021 hat der Gemeinderat folgende Verteilung: 7 ÖVP, 5 FPÖ und 1 SPÖ. | Hier fehlt eine Grafik, die leider im Moment aus technischen Gründen nicht angezeigt werden kann. Wir arbeiten daran! |

In den Gemeinderat werden dreizehn Mandatare gewählt:
| Partei | 2015    | 2015    | 2009  | 2009    | 2003  | 2003    | 1997  | 1997    |
| Partei | Prozent | Mandate | %     | Mandate | %     | Mandate | %     | Mandate |
| ------ | ------- | ------- | ----- | ------- | ----- | ------- | ----- | ------- |
| ÖVP    | 51,97   | 7       | 64,08 | 9       | 66,41 | 9       | 64,66 | 9       |
| SPÖ    | 10,84   | 1       | 12,21 | 1       | 21,54 | 3       | 12,57 | 1       |
| FPÖ    | 37,19   | 5       | 23,71 | 3       | 12,05 | 1       | 22,77 | 3       |

### Bürgermeister
Bürgermeister seit 1850 waren:
- 1850–1861 Andreas Bangerl
- 1861–1864 Josef Zeillinger
- 1864–1867 Josef Hörl
- 1867–1870 Johann Springer
- 1870–1873 Andreas Lindinger
- 1873–1876 Johann Lobmaier
- 1876–1879 Anton Streif
- 1879–1885 Johann Nöbauer
- 1885–1894 Josef Hobler
- 1894–1897 Josef Doblhofer
- 1897–1900 Max Schneglberger
- 1900–1906 Josef Doblhofer
- 1906–1909 Peter Buttinger
- 1909–1912 Franz Wiesenberger
- 1912–1916 Johann Reitinger
- 1916–1919 Karl Haslinger
- 1919–1924 Franz Hörl
- 1924–1929 Alois Burgstaller
- 1929–1942 Josef Aichinger
- 1942–1945 Alois Bangerl
- 1945–1949 Josef Aichinger
- 1949–1961 Max Schneglberger
- 1961–1970 Johann Burgstaller
- 1970–1979 Gottfried Hörl
- 1979–1996 Ludwig Huber sen. (ÖVP)[16]
- 1996–2013 Hermann Vorauer (ÖVP)[16]
- seit 2013 Ludwig Huber jun. (ÖVP)[16]

### Wappen
Offizielle Beschreibung des Gemeindewappens: In Gold ein schwarzes, aufgerichtetes Eichhörnchen. Die Gemeindefarben sind  Gelb-Schwarz-Grün.
Das Wappen geht zurück auf das Geschlecht der Elrechinger, die ihren Stammsitz in der Gemeinde hatten.

## Persönlichkeiten
- Alois Burgstaller (1874–1942), Bauer, Gastwirt und Politiker
- Georg Lindinger (1816–1880), Landwirt, Brauereibesitzer und Reichstagsabgeordneter